# Christopher Mayer
Christopher Mayer, właściwie George Charles Mayer III (ur. 21 lutego 1954 w Nowym Jorku, zm. 23 lipca 2011 w Sherman Oaks) – amerykański aktor telewizyjny i filmowy, najlepiej znany jako Vance Duke z serialu CBS Diukowie Hazzardu.

## Życiorys

### Wczesne lata
Urodził się w Nowym Jorku jako najstarsze z siedmiorga dzieci. Dorastał w Ridgewood w New Jersey. Studiował na Colgate University, gdzie uzyskał dyplom z administracji biznesu. Następnie pracował na Manhattanie w biurze. W swoim wolnym czasie brał lekcje aktorstwa.

### Kariera
W 1980 debiutował na małym ekranie jako Matt Lewis w dramacie sensacyjnym ABC Hala Needhama Stunts Unlimited u boku Sama J. Jonesa i Glenna Corbetta. Popularność przyszła, gdy z Byronem Cherry, w serialu CBS Diukowie Hazzardu (The Dukes of Hazzard) zastąpił Toma Wopata i Johna Schneidera na początku sezonu 1982-1983, kiedy główni aktorzy chcieli więcej pieniędzy. Mayer ostatecznie grał rolę Vance'a Duke przez 19 odcinków. Po tym, jak serial doznał poważnego spadku ocen, oryginalne gwiazdy renegocjowały swoje kontrakty i odzyskały swoje role. 
Mayer użyczył głosu swojej postaci Vance'a Duke'a w serialu animowanym Diukowie, a wkrótce potem trafił jako T.J. Daniels do opery mydlanej NBC Santa Barbara (1987-89). Pojawił się też w komedii Toma Shadyaca Kłamca, kłamca (1997) u boku Jima Carreya.

### Życie prywatne
W latach 1982–1985 był żonaty z Teri Copley, z którą ma córkę Ashley Mayer. 16 sierpnia 1986 poślubił Eileen Davidson. Jednak w 1988 rozwiódł się. 24 grudnia 1988 ożenił się z Shauną Sullivan, z którą ma dwójkę dzieci. W 2006 doszło do rozwodu.
Zmarł 23 lipca 2011 w Sherman Oaks w wieku 57 lat. 

## Wybrana filmografia
- 1982–83: Diukowie Hazzardu jako Vance Duke
- 1983: Statek miłości jako Chester O'Brien
- 1983: Diukowie jako Vance Duke (głos)
- 1985: Statek miłości jako Chester O'Brien
- 1987-89: Santa Barbara jako T.J. Daniels
- 1994: Dziewczyna z komputera jako Magnifico
- 1994: Renegat jako Matt Dwyer
- 1995: Xena: Wojownicza księżniczka jako Peranis
- 1996: Nocny patrol jako Chad Lindsay
- 1996: Dziewczyna z komputera jako Ripsaw
- 1996: Renegat jako Dan Snow
- 1997: Kłamca, kłamca jako Kenneth Falk
- 1998: Słoneczny patrol jako Vance
- 1998: Niebieski Pacyfik jako Thomas Leary
- 1999: Star Trek: Stacja kosmiczna jako strażnik